# نيت مورغان
نيت مورغان (بالإنجليزية: Nate Morgan)‏ هو موسيقي وعازف بيانو أمريكي، ولد في 10 فبراير 1964، وتوفي في 21 نوفمبر 2013.

## وصلات خارجية
- نيت مورغان على موقع ميوزك برينز (الإنجليزية)
- نيت مورغان على موقع أول ميوزيك (الإنجليزية)
- نيت مورغان على موقع ديسكوغز (الإنجليزية)